# (154004) Haolei
(154004) Haolei est un astéroïde de la ceinture principale.

## Description
(154004) Haolei est un astéroïde de la ceinture principale. Il fut découvert le 13 janvier 2002 à l'observatoire d'Apache Point par le programme Sloan Digital Sky Survey. Il présente une orbite caractérisée par un demi-grand axe de 2,52 UA, une excentricité de 0,18 et une inclinaison de 12,9° par rapport à l'écliptique.

## Compléments